# Catedral de Old Sarum
La Catedral de Old Sarum o simplemente Antigua Catedral de Salisbury (en inglés: Old Sarum Cathedral) fue una catedral católica y normanda en el viejo Salisbury, ahora conocido como Viejo Sarum entre 1092 y 1220 cuando fue reemplazada por la Catedral de Salisbury. Solamente sus cimientos permanecen, en el cuadrante del noroeste exterior circular del sitio, que está situado cerca de la moderna Salisbury, Wiltshire, en el Reino Unido. La catedral era la sede de los obispos de Salisbury durante el período normando temprano y la fuente original del rito de Sarum.
En su mayor extensión, la catedral normanda tuvo 185 pies (56 m) de extremo a extremo, más pequeña que la mayoría de las catedrales que se estaban construyendo en ese entonces. Construido en forma cruciforme estándar, el edificio tenía una nave de siete bahías con pilares en forma de cruz, un ábside y una torre central de cruce, así como varias capillas periféricas.
Los seis altares de la catedral comprendían el altar mayor; los altares de San Martín, San Nicolás y Todos los Santos, al final de la nave central; y los altares de la Santa Cruz (el altar de la parroquia) y San Esteban contra el púlpito.